# ویلبر سوت
ویلیام پاتریک اسپنسر گلد (به انگلیسی: William Patrick Spencer Gold؛ ۱۴ سپتامبر ۱۹۹۶)، که به‌طور حرفه‌ای با نام ویلبر سوت شناخته می‌شود، استریمر، یوتیوبر و موسیقی‌دان انگلیسی است. او اولین بار در سال ۲۰۱۷ به خاطر همکاری با کانال کمدی یوتیوب «سوت‌هاوس» شناخته شد، جایی که تدوین‌گر و یکی از بنیان‌گذارها بود. او بعداً کانال خود را به نام ویلبر سوت در مارس ۲۰۱۹ راه‌اندازی کرد. گلد اولین تک‌آهنگ خود را با نام «بالاد پسر خوب» در ژانویه ۲۰۱۸ منتشر کرد. ششمین تک‌آهنگ او، «دوست‌پسر موردعلاقت» به رتبه ۶۳ جدول تک‌آهنگ‌های بریتانیا رسید. گلد یکی از بنیانگذاران گروه بریتانیایی ایندی راک لاوجوی است، جایی که او یکی از ترانه‌سراها، خواننده اصلی و گیتاریست است. در سال ۲۰۲۱، آنها دومین آلبوم چندآهنگه خود را به نام ذهن سنگین منتشر کردند که در رتبه ۱۲ جدول آلبوم‌های بریتانیا قرار گرفت و سومین آلبوم چندآهنگه آنها بلند شو و دیگه تمومه که در سال ۲۰۲۳ منتشر شد در رتبه ۴ جدول آلبوم‌های بریتانیا قرار گرفت.

## زندگی شخصی

#### یوتیوب
گلد برای اولین بار برای کار در کانال یوتیوب سوت‌هاوس در سال ۲۰۱۷ شناخته شد، که توسط گلد و چندنفر از دوستانش سرمایه‌گذاری می‌شد. این کانال شامل ویدئوهای واکنش، توضیح میم توسط اعضا، و لایف هک بود، با چند موضوع دیگر. در ۳۰ می ۲۰۱۹، کانال سوت‌هاوس به ۱ میلیون دنبال‌کننده رسید.
کانال اصلی گلد، ویلبر سوت(Wilbur Soot) در ۲۹ مارس ۲۰۱۹ ساخته شد. این کانال در ۸ آوریل ۲۰۲۰ به ۱ میلیون دنبال‌کننده و در ژوئیه ۲۰۲۳ به ۶٫۳۱ میلیون دنبال‌کننده رسیده است.

#### پخش‌زنده
گلد همچنین در توییچ استریم می‌کند، او در ژانویه ۲۰۲۴ به ۴٫۸ میلیون دنبال‌کننده رسیده است، و در رتبه ۴۵ دنبال‌شده‌ترین کانال‌ها در توییچ قرار دارد.

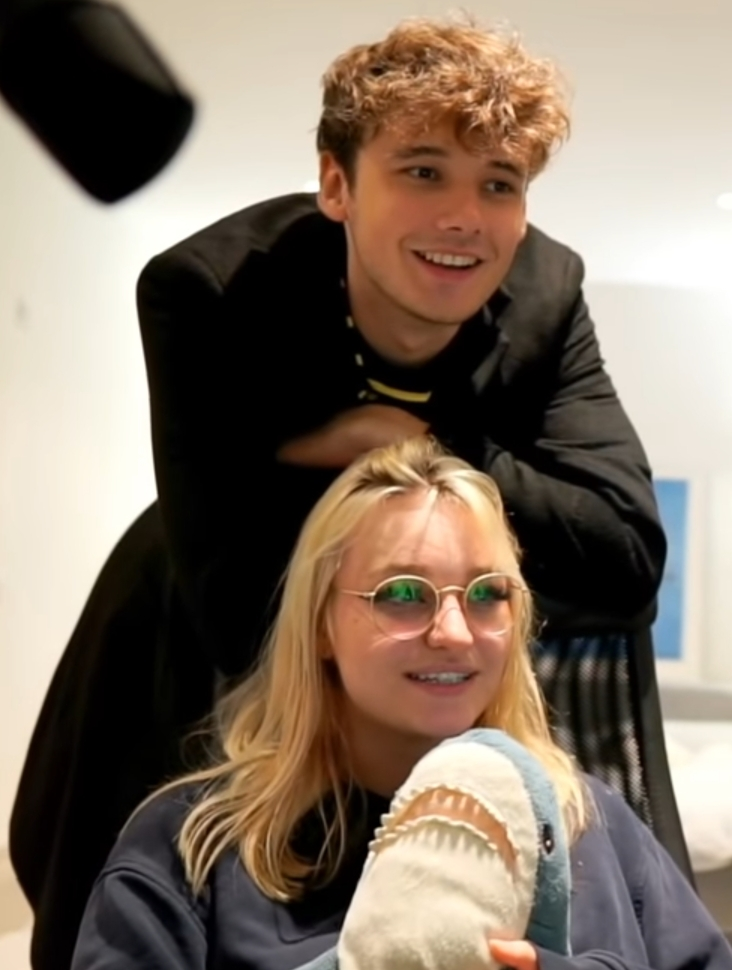
گلد (بالا) با نیهاچو (پایین) در ۲۰۲۰

در سال ۲۰۲۰، گلد به سرور ماینکرفت نقش‌بازی به نام دریم‌اس‌پی پیوست که توسط دریم ساخته شده بود. آنجا گلد کشور خیالی خود به نام لمنبرگ را بنیان نهاد و نویسنده اصلی داستان‌های سرور شد گلد در مسابقات مختلف ماینکرفت مانند «مسابقات ماینکرفت» و «دوشنبه‌های ماینکرفتی» شرکت کرده بود.
در ۴ آگوست ۲۰۲۲، تامی‌اینیت اعلام کرد که او و گلد درحال نوشتن یک کتاب هستند به نام 'تامی‌اینیت می‌گوید…' که یک کتاب نقل‌قول بود. این کتاب در ۱۳ اکتبر ۲۰۲۲ عرضه شد. همه سود این کتاب به خیریه خیریه سارکوما آمریکا برای احترام به یوتیوبر سابق تکنوبلید واریز شد.

#### حاشیه
در استریم ۲۱ فوریه ۲۰۲۴ به نام «صحبت دربارهٔ چیزی مهم‌تر»، گلد توسط دوست‌دختر سابق خود، شلبی گریس (شابل Shubble) به جرم آزار و اذیت اتهام زده شد. گلد به این اتهام‌ها در ۲۷ فوریه ۲۰۲۴ با یک پست در توییتر واکنش نشان داد و از شلبی گریس عذرخواهی کرد ولی گریس و دیگران این عذرخواهی را نپذیرفتند و آن را بخاطر رفتار کنترل‌گرانه و دفاعی انتقاد کردند.

## آهنگ‌شناسی

### آلبوم‌ها
| عنوان                      | اطلاعات                                                            | بالاترین جایگاه در چارت‌های موسیقی |
| عنوان                      | اطلاعات                                                            | لیتوانیا                          |
| -------------------------- | ------------------------------------------------------------------ | --------------------------------- |
| شهر تو بهم آسم داد         | - عرضه‌شده: ۲۵ ژوئن ۲۰۲۰ - نوع: دانلود دیجیتالی، آنلاین گوش دادن    | ۲۱                                |
| رفلکس ناله کردن پستانداران | - عرضه شده: ۲۳ نوامبر ۲۰۲۳ - نوع: دانلود دیجیتالی، آنلاین گوش دادن | ۴۵                                |

### آلبوم‌های چندآهنگه
| عنوان                    | اطلاعات                                                            |
| ------------------------ | ------------------------------------------------------------------ |
| شاید من حوصله سر بر بودم | - عرضه شده: ۲۵ دسامبر ۲۰۱۹ - نوع: دانلود دیجیتالی، آنلاین گوش دادن |

### تک‌آهنگ‌ها
| عنوان                                   | سال  | بالاترین جایگاه در چارت‌های موسیقی | بالاترین جایگاه در چارت‌های موسیقی | بالاترین جایگاه در چارت‌های موسیقی | بالاترین جایگاه در چارت‌های موسیقی | جوایز        | آلبوم                    |
| عنوان                                   | سال  | انگلستان                          | ایندی یوکی                        | ایرلند                            | لیتوانیا                          | جوایز        | آلبوم                    |
| --------------------------------------- | ---- | --------------------------------- | --------------------------------- | --------------------------------- | --------------------------------- | ------------ | ------------------------ |
| "بالاد آقای خوب"                        | ۲۰۱۸ | —                                 | —                                 | —                                 | —                                 |              | تک‌آهنگ‌های خارج از آلبوم  |
| "من خیلی باهوشم"                        | ۲۰۱۹ | —                                 | —                                 | —                                 | —                                 |              | تک‌آهنگ‌های خارج از آلبوم  |
| شاید من حوصله سر بر بودم                | ۲۰۱۹ | —                                 | —                                 | —                                 | —                                 |              | شاید من حوصله سر بر بودم |
| کرن، لطفاً برگرد، دلم برای بچه‌ها تنگ شده | ۲۰۱۹ | —                                 | —                                 | —                                 | —                                 |              | تک‌آهنگ‌های خارج از آلبوم  |
| من عاشق یه دختر اینترنتی شدم            | ۲۰۲۰ | —                                 | —                                 | —                                 | —                                 |              | تک‌آهنگ‌های خارج از آلبوم  |
| اینترنت خرابم کرده                      | ۲۰۲۰ | —                                 | —                                 | —                                 | —                                 |              | تک‌آهنگ‌های خارج از آلبوم  |
| دوست پسر جدیدت                          | ۲۰۲۰ | ۶۵                                | ۱۰                                | ۱۰۰                               | ۹۳                                | - RIAA: Gold | تک‌آهنگ‌های خارج از آلبوم  |
| پسر نرم                                 | ۲۰۲۲ | —                                 | —                                 | —                                 | —                                 |              | تک‌آهنگ‌های خارج از آلبوم  |